# Brzeziny (powiat krasnostawski)
Brzeziny – wieś w Polsce położona w województwie lubelskim, powiecie krasnostawskim, gminie Kraśniczyn.
W latach 1975–1998 miejscowość należała administracyjnie do województwa chełmskiego.
Wieś sołecka gminy Kraśniczyn. Według Narodowego Spisu Powszechnego (III 2011 r.) wieś liczyła mieszkańców.
Obok miejscowości przepływa Wojsławka, niewielka rzeka dorzecza Wieprza. Tutaj też do Wojsławki wpada jej niewielki dopływ Milutka.
Wierni Kościoła rzymskokatolickiego należą do parafii św. Apostołów Piotra i Pawła w Kraśniczynie lub do parafii Nawiedzenia Najświętszej Maryi Panny i św. Łukasza w Surhowie.